# Thalassémie alpha liée à l'X avec retard mental
La thalassémie alpha liée à l'X avec retard mental associe un visage caractéristique, des anomalies génitales, un retard de développement important s'associant avec un retard mental et des signes hématologiques de thalassémie alpha

## Description

### Retard de développement
- Le retard de développement est constant la plupart des enfants ne parlent pas. La marche apparaît très tardivement et parfois jamais obligeant le malade à la chaise roulante. La dépendance pour la plupart de ces personnes est totale.

### Troubles neurologiques
- Des troubles du tonus à type d'hypertonie sont souvent présents et l'épilepsie se manifeste dans 1/4 des individus. Des troubles auditives et visuelles peuvent se rencontrer bien que leur évaluation soit difficile. Le périmètre crânien normal à la naissance voit sa croissance réduite pour aboutir à une microcéphalie. L'imagerie du cerveau est le plus souvent normale.

### Comportement
- Le comportement de ces enfants peut simuler celui d'un syndrome d'Angelman ou présenter des signes d'automutilations. Des attitudes autistiques sont fréquentes.

### Caractéristiques faciales
- Large front, hypoplasie du maxillaire, épicanthus, nez large

### Anomalies génitales
- Ectopie testiculaire, hypospade, micropénis et ambiguïté sexuelle des organes génitaux externes

## Diagnostic

### Clinique
La thalassémie alpha liée à l'X avec retard mental doit être suspectée chez un enfant présentant un faciès caractéristique, des anomalies génitales et un retard de développement.

### Biologique
- 90 % des personnes malades présentent une hémoglobine anormale appelée HbH. Les hématies porteuses de cette hémoglobine sont mises en évidence par le bleu de crésyl. Le taux de globules rouges atteint est de 1 pour 10000 à 30 pour 100.
- L'électrophorèse de l'hémoglobine est moins performante pour rechercher l'HbH.

### Génétique
- Le séquençage du cDNA permet de détecter plus de 90 % des mutations du gène ATRX
- L'étude de l'inactivation du chromosome X permet de détecter les femmes porteuses de la mutation

## Diagnostic différentiel
- Syndrome de Coffin-Lowry
- Syndrome d'Angelman
- Syndrome de Smith-Lemli-Opitz
- Syndrome ATR 16

## Sources
- (en) Online Mendelian Inheritance in Man, OMIM (TM). Johns Hopkins University, Baltimore, MD. MIM Number:301040
- (en) GeneTests: Medical Genetics Information Resource (database online). Copyright, University of Washington, Seattle. 1993-2005